# Хроника бутербродной войны (книга)
«Хроника бутербродной войны» («Книга Масляной битвы», англ. The Butter Battle Book) — рифмованная история, написанная Доктором Сьюзом и изданная «Random House» 12 января 1984 года. Это антивоенный рассказ; в частности, притча о гонке вооружений вообще, взаимно гарантированном уничтожении и ядерном оружии в частности. «New York Times» назвал «Хронику бутербродной войны» «Известной книгой года».
Эта книга была написана в эпоху холодной войны и отражает опасения того времени, а также его собственные опасения относительно предполагаемой возможности того, что человечество может быть уничтожено в ядерной войне. Его также можно рассматривать как сатирическое произведение с изображением смертельной войны, основанной на бессмысленном конфликте из-за чего-то столь тривиального, как еда на завтрак.
Сюжетные элементы книги были адаптированы для мультсериала Warner Bros. Animation «Зелёные яйца и ветчина: Добавка».

## Сюжет
Юки и Зуки живут по разные стороны длинной изогнутой стены. Юки носят синюю одежду; Зуки носят оранжевый цвет. Основной спор между двумя культурами заключается в том, что юки едят хлеб маслом вверх, а зуки — маслом вниз. Конфликт между двумя сторонами приводит к эскалации гонки вооружений, в результате чего возникает угроза гарантированного взаимного уничтожения.
Гонка начинается, когда патрульный Зук по имени Ван Итч стреляет из рогатки в «жесткий хохлатый колючий снэк-ягодный переключатель» патрульного Юка (многозубый хлыст). Затем Юки разрабатывают машину с тремя взаимосвязанными рогатками, называемую «Тройной джиггер». Оружие сработало один раз; но Зуки создают и хвастаются своим собственным творением: «Джиггер-Рок Снатчем», машиной с тремя сетями, чтобы отбрасывать камни, выпущенные Тройным джиггером, обратно в сторону Юков.
Затем Юки создают ружье под названием «Кик-А-Пу Кид», заряженное «мощным порошком Пу-А-Ду, муравьиными яйцами, пчелиными лапками и сушено-жареным супом из моллюсков», которое несёт собака по имени Дэниел. Зуки в это время хвастаются с помощью «Блица со слоном с восемью насадками», машины, которая стреляет «осколочно-фугасными ямами с кислыми вишневыми косточками». Затем Юки изобретают «Совершенный брызгатель»: большое синее транспортное средство, предназначенное «разбрызгивать синей слизью всех Зуков». Зуки в это время изобретают и показывают похожее транспортное средство, идентичное Юковским. В конце концов, у каждой стороны есть небольшая, но чрезвычайно разрушительная красная бомба под названием «Бомбоопасный жучок», и ни у одной из сторон нет защиты от неё.
К концу книги решение не было достигнуто: генералы обеих сторон на стене были готовы сбросить свои бомбы и ждут, когда другая нанесёт свой первый удар. Внук патрульного Юка (который последовал за своим дедом к стене) спрашивает: «Кто его уронит? Ты или он?» На что он отвечает: «Будьте терпеливы. Посмотрим. Посмотрим».

## Экранизации

### Телевизионный выпуск
Был анимационный телевизионная короткометражка аниматора и режиссёра Ральфа Бакши, озвученный Чарльз Дёрнинг и спродюсированный и показанный на TNT 13 ноября 1989 года. Спецвыпуск довольно близко следовал книге, особенно в сохранении оригинального захватывающего финала с добавлением титульного листа «Продолжение следует…» в конце рассказа. Сам Сьюз назвал короткометражку самой верной экранизацией своего произведения.

#### Актёрский состав
- Чарльз Дёрнинг — Дедушка.
- Кристофер Коллинс — Главный юк.
- Клайв Ревилл — Ван Итч.
- Джозеф Казинс — Внук.
- Мирьям Флинн — Юки и зуки.

### Зелёные яйца и ветчина
Книга послужила основой для сюжета второго сезона мультсериала «Зелёные яйца и ветчина» с подзаголовком «Добавка». Здесь установлено, что Юкией и Зукией правят «Дурцог» и «Дурцогиня» соответственно; жители обоих народов относительно безобидны, но убеждены, что другой — зло. Сэм-Это-Я и Чувак-Ли-Я оказываются по разные стороны конфликта. Бомбоопасный жучок был отброшен в пользу конфликта из-за «Му-Лака-Му», вещества, которое служит ядром Бумеру в книге, и которое приобретается Юками, в то время как Зуки нанимают Чувака для создания ядерной ракеты, из-за его привычки создавать изобретения, которые взрываются. В отличие от книги, конфликт разрешается, когда соответствующее оружие разрушает стену, отчасти из-за вмешательства Сэма-Это-Я и его матери Пэм, а также падчерицы Чувака Иби и сына Дурцога Лука, которые разделяют бутерброд с маслом на глазах у всех.

## Анализ
«Хроника бутербродной войны» была удалена с полок некоторых публичных библиотек Канады во время холодной войны из-за неоднозначной позиции книги в отношении гонки вооружений. Первоначально книгу критиковали за её мрачную моральную природу, которая была слишком сложна для глаз и умов детей. Сам Доктор Сьюз не был уверен, предназначена ли «Хроника бутербродной войны» для взрослых или детей, когда он обратился в «Random House» с просьбой опубликовать её.
В статье консервативного журнала «National Review» от 27 июля 1984 года говорилось, что книга не стала более популярной из-за того, что Сьюз продвигал тему «моральной эквивалентности», где разница между Советским Союзом и Соединенными Штатами была эквивалентна разногласию по поводу того, на какой стороне намазывать маслом хлеб. С другой стороны, Роджер С. Кларк, профессор Юридической школы Университета Рутгерса, утверждал в статье в «Нью-Йоркской юридической школы», что «Хроника бутербродной войны» привлекла его внимание, когда она впервые вышла из-за её времени и контекста. Кроме того, он отметил тот факт, что Доктор Сьюз изобразил гонку вооружений в период времени, когда была опубликована книга, прояснил намерения Сьюза.

## Вдохновение

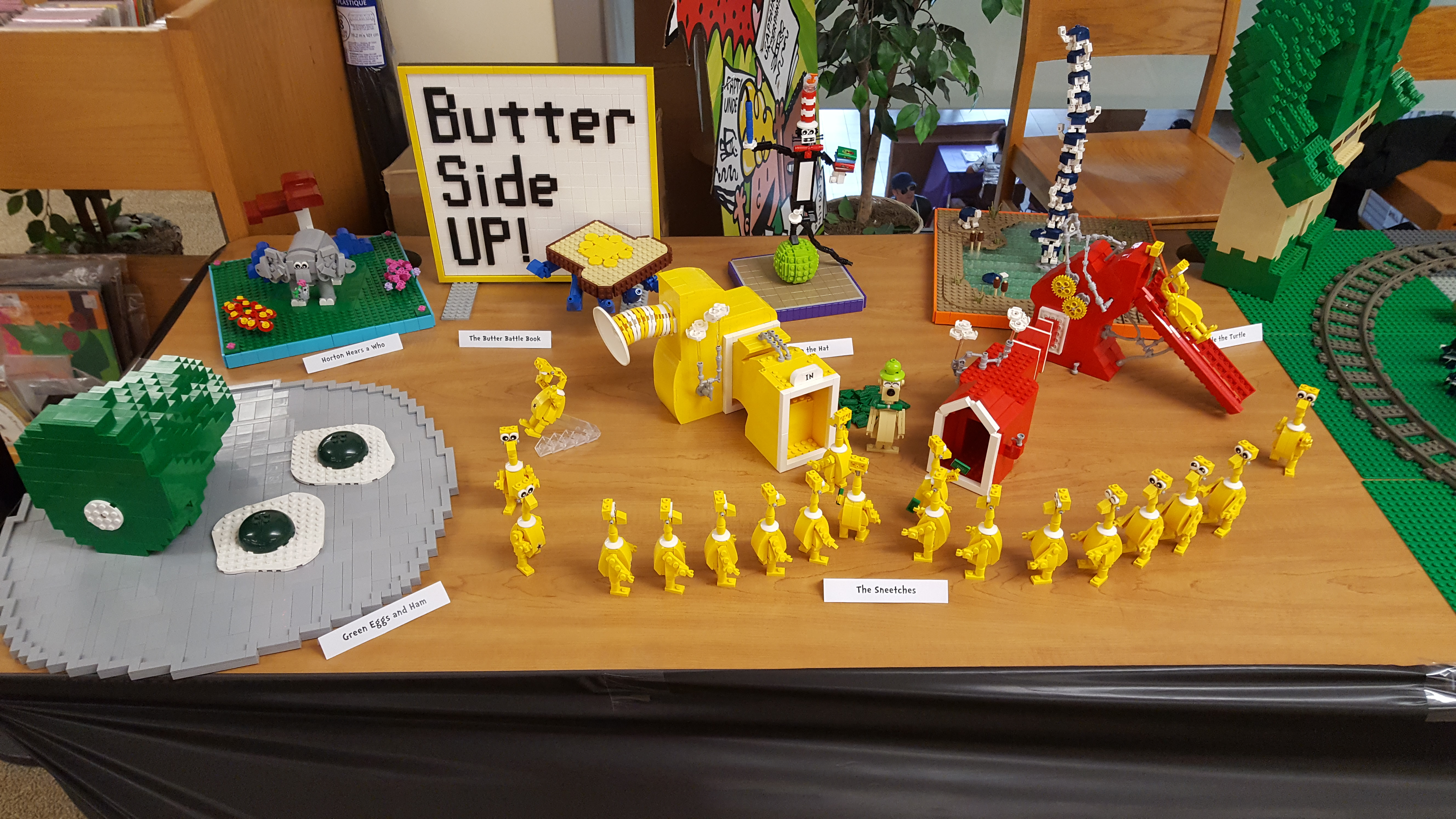
Отображение Lego от Кайлера Келлера из нескольких книг Доктора Сьюза. В том числе «Хроника бутербродной войны».

Доктор Сьюз написал «Книгу масляных битв», когда Рональд Рейган был у власти, предвидя потенциал ядерной войны с Россией. Вспоминая своё пребывание в Европе в 1926 году; он вспомнил гибеллинов и гвельфов из северной Италии, которые спорили из-за своих разных мнений о папе. Доктор Сьюз отчётливо помнил, как одна группа резала яблоки горизонтально, а другая — вертикально. Эта концепция войны, основанной на тостах, похожа на войну между Лилипутами и Блефуску в сатире Джонатана Свифта 1726 года «Путешествия Гулливера», которая номинально была основана на аргументе над правильным концом, чтобы один раз разбить яйцо всмятку.